# Olopatadine
L'olopatadine est un médicament antihistaminique prescrit pour aider les personnes qui ont des réactions immunitaires aux allergènes dans l'air.

## Usage médical
Est un médicament utilisé pour diminuer les symptômes de la conjonctivite allergique et de la rhinite allergique. Il est utilisé en collyre ou en spray nasal. Les gouttes ophtalmiques générales entraînent une amélioration en moins d'une demi-heure.

## Effets secondaires
Les effets secondaires courants sont les maux de tête, les maux de gorge, la gêne oculaire et la modification du goût, des effets secondaires plus importants peuvent être la somnolence   Il n'est pas clair si l'utilisation pendant la grossesse ou l'allaitement est sans danger. C'est un antihistaminique et un stabilisateur de mastocytes,

## Histoire
L'olopatadine a été brevetée en 1986 et est entrée en usage médical en 1997, elle est disponible en tant que médicament générique. Une bouteille de 5 millilitres de gouttes pour les yeux au Royaume-Uni coûte au NHS moins de 5 livres en 2019. Aux États-Unis, le prix de gros de ce montant est d'environ 12,50 dollars. En 2017, c'était le 270e médicament le plus couramment prescrit aux États-Unis, avec plus d'un million d'ordonnances,